# Двиггинс, Уильям Аддисон
Уильям Аддисон Двиггинс (англ. William Addison Dwiggins; 19 июня 1880 Мартинсвилл, Огайо — 25 декабря 1956 Хингем, Массачусетс) американский графический дизайнер, типограф и каллиграф. Он достиг известности как иллюстратор и коммерческий художник, внёс в дизайн шрифта и книг новые идеи, которые показал в своей рекламной работе.
Его работы орнаментированы и геометричны, согласно стилям модерна и ар-деко того периода, но в них присутствуют восточные мотивы, которые уже отходят от более антикварных стилей его коллег и наставников Апдайка, Клеланда и Гауди.
Двиггинсу приписывают создание термина «графический дизайн» в 1922 году для описания его деятельности в полиграфии, дизайне книг, иллюстрации, типографике, леттеринге и каллиграфии. Термин получил широкое распространение после Второй мировой войны.

## Карьера
Двиггинс начал свою карьеру в Чикаго, работая в сфере рекламы и леттеринга. Вместе со своим коллегой Фредериком Гауди он переехал на восток в Хингем (штат Массачусетс), где провёл оставшуюся жизнь. Он получил признание как типограф. Двиггинс много писал о графическом искусстве, например, эссе, собранные в MSS WAD (1949), и его макет в рекламе (1928; REV.ed. 1949). В течение первой половины двадцатого века он также создал брошюры, используя псевдоним «Dr. Hermann Puterschein».
Его язвительная атака на современных книжных дизайнеров в Исследовании физических свойств книг (An Investigation into the Physical Properties) (1919) привела его к работе с издателем Альфредом А. Кнопфом. После этого последовала серия Alblabooks, тонко выполненные торговые книги, которые увеличили интерес общества к книжному формату. Двиггинс стремился к улучшению дизайна книг в 1920-х и 1930-х годах. Дополнительным фактором в его переходе к книжному дизайну был диагноз диабет, поставленный в 1922 года, который в то время считался смертельным. Двиггинс сказал: «Это изменило мою цель. Я отвернулся от более банальной рекламы… Я буду производить искусство на бумаге и дереве по собственному желанию, не обращая внимания на рынок.»
В 1926 году в Чикаго Lakeside Press выбрали Двиггинса для участия в кампании Four American Books Campaign.
Он сказал, что рад возможности «сделать что-то помимо мусора», который будет «быстро выброшен», и выбрал рассказы Эдгара Аллана По.
Пресса сочла его гонорар в 2000 долларов низким для иллюстратора его коммерческой мощи.
Многие проекты Двиггинса использовали целлулоидные трафареты для создания повторяющихся единиц украшения.
Он и его жена Мейбл Хойл Двиггинс (27 февраля 1881 — 28 сентября 1958) похоронены на кладбище Хингем-Центра, Хингем-центр, Массачусетс, около их дома на Ливитт-стрит 30 и студии Двиггинса на Ирвинг-стрит 45. После смерти жены Двиггинса многие работы и активы Двиггинса перешли к его помощнице Дороти Эбб.
Полная биография Двиггинса, написанная Брюсом Кеннеттом, считается первой. Она была опубликована в 2018 году архивным музеем Letterform в Сан-Франциско.

## Шрифты
Интерес Двиггинса к леттерингу привёл его к en:Mergenthaler Linotype Company. Они сделали его в марте 1929 г. консультантом для создания шрифта без засечек, им стал Metro, в ответ на европейские шрифты, такие как Erbar, Futura и en:Gill Sans, шрифт, созданный Двиггинсом, был востребован.
Двиггинс продолжал сотрудничать с Чонси Х. Гриффит, директором по типографскому развитию, все его шрифты были созданы для них.
Наиболее широко используемые книжные шрифты это Electra и CaledoniaCaledonia, которые были специально разработаны для Linotype.
Следующий список шрифтов Двиггинса считается полным.
Многие из проектов не продвинулись дальше экспериментальных отливок, потому что Двиггинс работал в области типографского дизайна во время Великой депрессии и Второй Мировой Войны. Некоторые из шрифтов были выпущены только после его смерти, а другие были использованы для вдохновения других дизайнеров.
Серия Metro
- Metrolite + Metroblack (1930, Linotype)
- Metrothin + Metromedium (1931, Linotype)
- Metrolite No.2 + Metroblack No.2 (1932, Linotype)
- Metrolite No.2 Italic + Lining Metrothin + Lining Metromedium (1935, Linotype)
- Metromedium No.2 Italic + Metroblack No.2 Italic (1937, Linotype)
- Metrolight No.4 Italic + Metrothin No.4 Italic (Linotype)

Серия Metro была переработана при входе в производство, чтобы лучше повторить популярный шрифт Futura. Это сформировало серию Метро № 2. Многие хотят вернуться к оригинальным вариантам дизайна или предлагают их в качестве альтернативы.
Electra series

- Electra + Electra Oblique (italic) (1935, Linotype)
- Electra Bold + Italic (Linotype)
- Electra Cursive (1940, Linotype, правильный italic для Electra)
- Совпадающие орнаменты, которые иногда называют серией Caravan (Linotype)[24][25]

Charter (Разработан 1937-42, использовался только для одной книги, не был выпущен Linotype)
Hingham (Разработан 1937-43, не был выпущен, Linotype)

Caledonia series
- Caledonia + Italic (1938, Linotype)
- Caledonia Bold + Italic (1940, Linotype)

Arcadia (Разработан 1943-47, использовался только для Typophile’s Chapbook XXII, никогда не выпускался, Linotype)
Tippecanoe + Italic (Designed 1944-46, использовался только для «Скрипучей лестницы» Элизабет Коутсворт, никогда не выпускался, Linotype)
Winchester Roman + Italic + Winchester Uncials + Italic (1944-48, разработан вручную, никогда не выпускался Linotype); был оцифрован как ITC New Winchester)

Stuyvesant + Italic (c.1949, использовался для нескольких книг, Linotype, никогда не выпускался)
Eldorado + Italic (1950, Linotype; возрождён бюро шрифтов в 1990-х годах в трёх оптических размерах), использовался Антонио де Санча

Falcon + Italic (разработан 1944 / выпущен 1961, Linotype), шрифт с засечками
Experimental 63 (c. 1929-32, никогда не выпускался), был разработан без засечек за 25 лет до Optima, неизвестный Цапфу до 1969 года

Experimental 267D (не выпускался), задуман как ответ на монотипию Times New Roman, но в итоге заброшен в пользу лицензирования Times.
Другие шрифты, созданные на основе проектов надписей Двиггинса после его смерти, несмотря на то, что не были авторизованы при жизни:
Dwiggins Deco (2009, Мэтт Десмонд для MadType; создан на основе модульного алфавита геометрических фигур, разработанного Двиггинсом в 1930 году для американских алфавитов Пола Холлистера)

P22 Dwiggins Uncial (2001, Ричард Кеглер для международного Дома шрифтов; основан на уникальной Двиггинса для рассказа 1935 года)

P22 Dwiggins Extras (2001, Ричард Кеглер для международного Дома шрифтов; набор украшений на основе трафарета и деревянных блоков, использованного Двиггинсом)
Dwiggins 48 (оцифрованный набор начальных заглавных букв первоначально созданный Двиггинсом в размере 48 пунктов для Plimpton Press)

Трюк, используемый Двиггинсом для создания динамических форм букв, состоял в том, чтобы создавать буквы так, чтобы кривые внутри буквы не совпадали с внешними кривыми. Эта преднамеренная неправильность была вдохновлена трудностью вырезания марионеток для его кукольного театра. С тех пор этот способ использовался другими дизайнерами шрифтов с засечками, такими как Мартин Майор и Сайрус Хайсмит.
Также текст, написанный Двиггинсом в макете для рекламы по выбору шрифта, начинающийся словами «Why do the pace-makers in the art of printing rave over a specific face of type? What do they see in it?», был использован многими дизайнерами шрифтов в качестве наполнителя текста, аналогичного Quousque tandem или lorem ipsum.

## Марионетки
Любовь Двиггинса к резьбе по дереву привела к созданию театра марионеток в гараже на Ирвинг-стрит, 5, который находился за его домом на Ливитт-стрит, 30 в Хингеме, штат Массачусетс. Он также создал марионеточную группу под названием Püterschein Authority. В 1933 году он дал там свой первый спектакль «Тайна слепого нищего». Двиггинс построил второй театр под своей студией на Ирвинг-стрит, 45. В числе других произведений были «прелюдия к Эдему», «Брат Иероним», «Тысячелетие 1» и «Принцесса Примула Шахабанская в Персии». Большинство марионеток были двенадцати дюймов ростом.
Марионетки были пожертвованы Бостонской Публичной библиотеке в 1967.

## Наследие
В 1957 году, через год после смерти Двиггинса, Bookbuilders of Boston, организация профессионалов книгоиздания, в создании которой участвовал Двиггинс, переименовала свою высшую награду в W. A. Dwiggins Award.

## Разработанные или иллюстрированные книги
- William Addison Dwiggins: Stencilled Ornament and Illustration (By Dorothy Abbe), Princeton Architectural Press, 2015 (ISBN 978-1616893750)
- Beau Brummell, Virginia Woolf (Rimington & Hooper, 1930)
- The Complete Angler, Izaak Walton (Merrymount Press, 1928)
- Hingham, Old and New, (Hingham Tercentenary Committee, 1935)
- A History of Russian Literature, from the Earliest Times to the Death of Dostoyevsky, Prince D.S. Mirsky (Alfred A. Knopf, 1927)
- The Lone Striker, Robert Frost (Alfred A. Knopf, 1933)
- Paraphs, Hermann Püterschein (Alfred A Knopf for the Society of Calligraphers, 1928)
- The Time Machine: An Invention, H. G. Wells (Random House, 1931)
- The Witch Wolf: An Uncle Remus Story, Joel Chandler Harris (Bacon & Brown, 1921)